# Пазские ГЭС

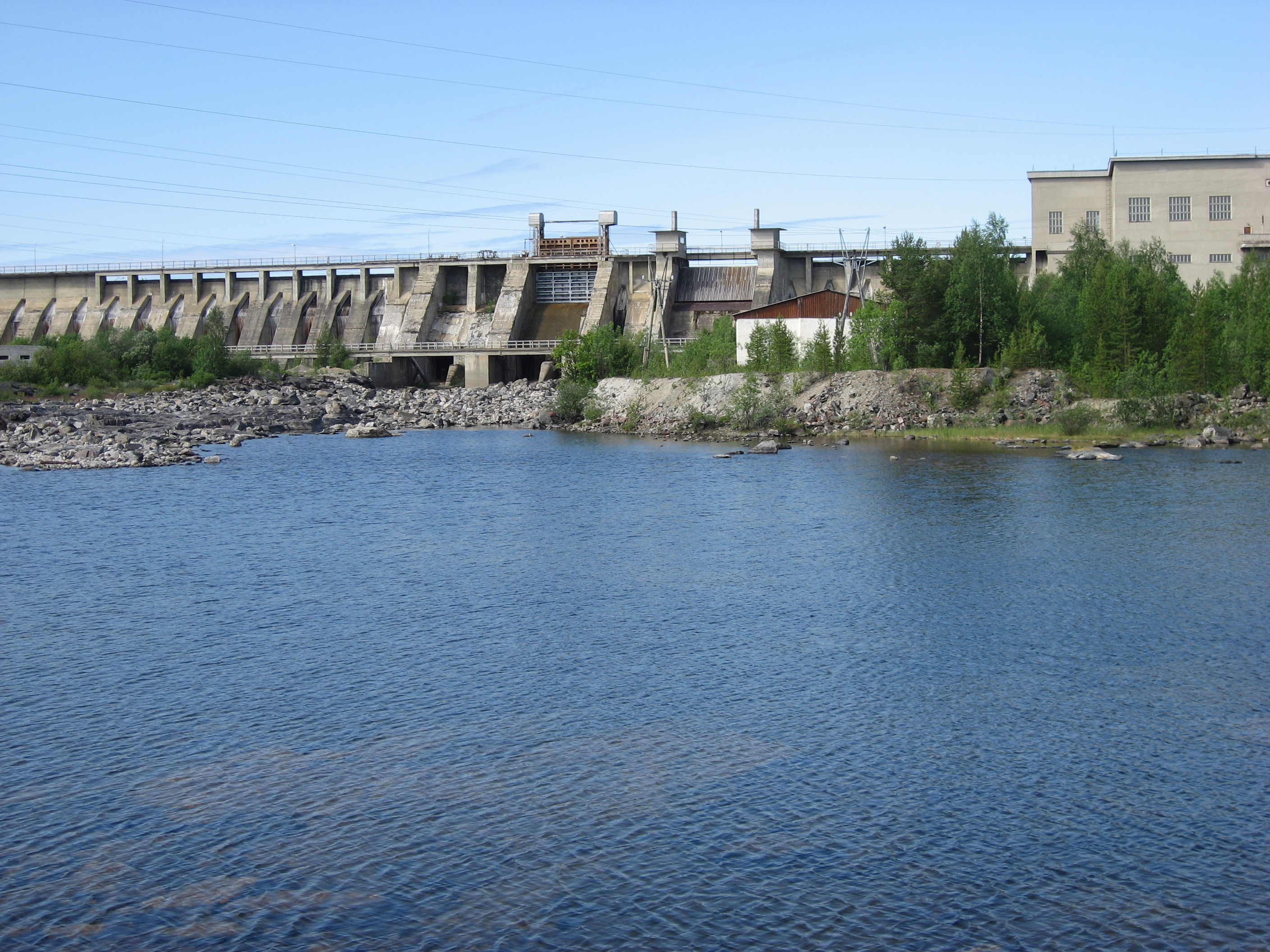
Янискоски ГЭС

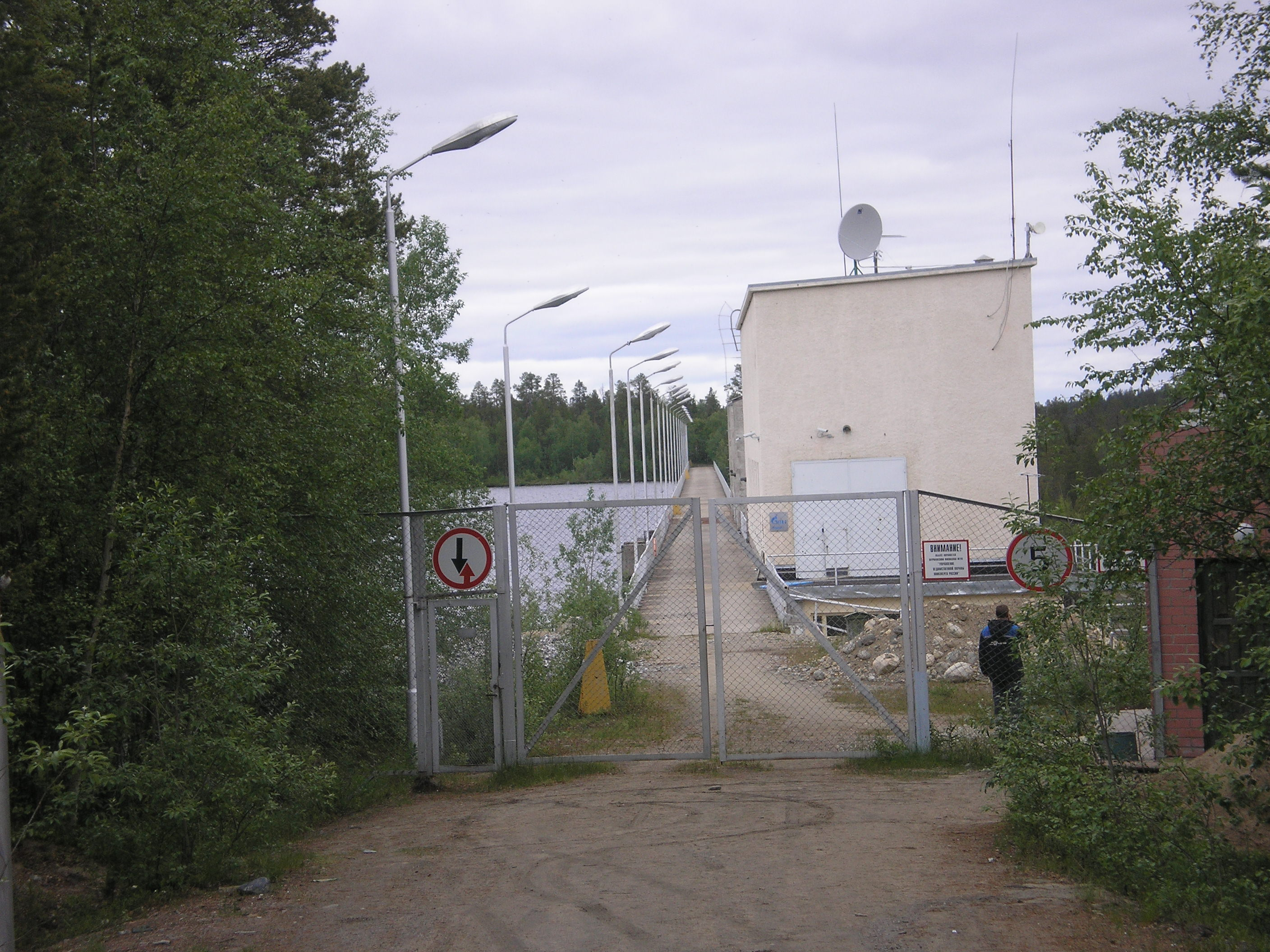
Раякоски ГЭС

Пазские гидроэлектростанции (Пазский каскад) — каскад ГЭС на реке Паз (Патсойоки) в Мурманской области России.

## Характеристика
Река Паз вытекает из озера Инари (Финляндия) и на большей части своего течения является пограничной рекой между Россией и Норвегией. На реке размещены как российские, так и норвежские ГЭС. Режим работы ГЭС регулируется международными договорами (Соглашение между Советским Союзом и Норвегией от 18 декабря 1957 года об использовании гидроэнергии реки Паз, Соглашение от 29.04.59 «О регулировании режима озера Инари посредством гидроэлектростанции и плотины Кайтакоски между СССР, Финляндией и Норвегией»). ГЭС работают в автоматическом режиме. Около 85 % электроэнергии, производимой российскими гидроэлектростанциями каскада, экспортируется.
Каскад Пазских ГЭС входит в состав ПАО «ТГК-1». Каскад включает в себя ГЭС Кайтакоски, Янискоски, Раякоски, Хевоскоски, Борисоглебская. В Норвегии на реке Паз работают ГЭС Скугфосс, Мелькефосс.
Мощность каскада 187,6 МВт, среднегодовая выработка 994,1 млн кВт·ч.

## Сравнительная таблица
| Наименование ГЭС         | Год пуска | Мощность, МВт | Количество турбин | Водохранилище                         |
| ------------------------ | --------- | ------------- | ----------------- | ------------------------------------- |
| ГЭС-4 Кайтакоски ГЭС     | 1959      | 11,2          | 2                 | озеро Инари, водохранилище Кайтакоски |
| ГЭС-5 Янискоски ГЭС      | 1950      | 30,5          | 2                 | Пристанционное озеро                  |
| ГЭС-6 Раякоски ГЭС       | 1955      | 43,2          | 3                 | Пристанционное озеро                  |
| ГЭС-7 Хевоскоски ГЭС     | 1970      | 47            | 2                 | Хевоскосское водохранилище            |
| Скугфосс ГЭС             | 1964      | 60            | 2                 | озеро Боссояврре                      |
| Мелькефосс ГЭС           | 1978      | 26            | 1                 | озеро Скугватн                        |
| ГЭС-8 Борисоглебская ГЭС | 1964      | 56            | 2                 | озеро Фоссеватн                       |

## Планы развития
ПАО «ТГК-1» до конца 2024 года построит малую гидроэлектростанцию (МГЭС) в Мурманской области. Станция позволит «ТГК-1» увеличить выработку электроэнергии, а современное оборудование и технологии гарантируют надежность работы нового объекта генерации. Для производства электроэнергии новая станция будет использовать водные ресурсы реки Паз. При этом объект не станет новой ступенью Каскада Пазских ГЭС, что позволит максимально эффективно использовать существующий водноэнергетический режим.